# 400 mètres haies féminin aux championnats du monde d'athlétisme 1983
Navigation
Rome 1987
L'épreuve du 400 mètres haies féminin des championnats du monde d'athlétisme 1983 s'est déroulée du 8 au 10 août 1983 dans le Stade olympique d'Helsinki, en Finlande. Elle est remportée par la Soviétique Yekaterina Fesenko.

## Résultats

### Finale
| Rang               | Athlète                 | Pays               | Temps   | Notes |
| ------------------ | ----------------------- | ------------------ | ------- | ----- |
| Médaille d'or      | Yekaterina Fesenko-Grun | Union soviétique   | 54 s 12 | CR    |
| Médaille d'argent  | Ana Ambrazienė          | Union soviétique   | 54 s 15 |       |
| Médaille de bronze | Ellen Neumann-Fiedler   | Allemagne de l'Est | 54 s 55 |       |
| 4                  | Petra Pfaff             | Allemagne de l'Est | 54 s 64 |       |
| 5                  | Petra Krug              | Allemagne de l'Est | 54 s 76 |       |
| 6                  | Ann-Louise Skoglund     | Suède              | 54 s 80 |       |
| 7                  | Susan Morley            | Royaume-Uni        | 56 s 04 |       |
| 8                  | Cristeana Cojocaru      | Roumanie           | 56 s 26 |       |

## Légende
Records et Performances
- AR : Record continental (area record)
- CR : Record des championnats (championship record)
- MR : Record du meeting (meet record)
- NR : Record national (national record)
- OR : Record olympique (olympic record)
- PR : Record paralympique (paralympic record)
- PB : Record personnel (personal best)
- SB : Meilleure performance personnelle de la saison (season's best)
- WL : Meilleure performance mondiale de l'année (world leader)
- WJR : Record du monde junior (world junior record)
- WR : Record du monde (world record)

Circonstances et Conditions
- DNF : N'a pas terminé (did not finish)
- DNS : N'a pas pris le départ (did not start)
- DQ : Disqualification (disqualification)
- NM : Aucun essai valable enregistré (No Mark)
- Q : Qualifié « directement » au prochain tour (ou à la prochaine compétition), lors d'une compétition majeure, grâce au classement ou à la réalisation des minima (automatic qualifier)
- q : Qualifié au prochain tour (ou à la prochaine compétition), lors d'une compétition majeure, grâce au repêchage ou à la réalisation de l'une des meilleures performances parmi celles des « non qualifiés directement » (grâce au meilleur temps ou à la meilleure distance par exemple) (secondary qualifier)